# Saint-Michel (Pyrénées-Atlantiques)
Saint-Michel (baskisch Eiheralarre) ist eine französische Gemeinde mit 288 Einwohnern (Stand 1. Januar 2022) im Département Pyrénées-Atlantiques in der Region Nouvelle-Aquitaine (vor 2016: Aquitanien). Die Gemeinde gehört zum Arrondissement Bayonne und zum Kanton Montagne Basque (bis 2015: Kanton Saint-Jean-Pied-de-Port).
Die Einwohner werden Eiheralartar genannt.

## Geographie
Saint-Michel liegt ca. 55 km südöstlich von Bayonne im historischen Landstrich Pays de Cize (baskisch Garazi) der historischen Provinz Nieder-Navarra im französischen Teil des Baskenlands. Die Gemeinde grenzt im Süden an die Autonome Gemeinschaft Navarra im Norden Spaniens.
Die höchste Erhebung im Gebiet der Gemeinde ist der Urkulu (1417 m) im Süden des Gemeindegebiets, direkt an der spanischen Grenze gelegen.
Umgeben wird Saint-Michel von den Nachbargemeinden:
| Saint-Jean-Pied-de-Port | Caro                                        | Aincille    |
| Uhart-Cize              | Kompassrose, die auf Nachbargemeinden zeigt | Estérençuby |
| Arnéguy                 | Aezkoa (Spanien)                            |             |

Saint-Michel liegt im Einzugsgebiet des Flusses Adour.
Einer seiner Nebenflüsse, die Nive, die hier am Oberlauf noch Nive de Béhérobie genannt wird, durchströmt das Gebiet der Gemeinde mit ihren Nebenflüssen,
- dem Ruisseau d’Orion,
- dem Ruisseau de Mendiola und seinem Zufluss,
  - dem Ruisseau d’Olhaberry,
- dem Urtchipia und
- dem Latsarritako Erreka.

Zuflüsse der Nive d’Arnéguy durchqueren ebenfalls das Gemeindegebiet,
- der Ruisseau de Landarréta, auch Ruisseau d’Alamey oder Alameiko Erreka genannt, und
- der Ruisseau de Sourits, auch Zuritzeko Erreka genannt.[3]

## Geschichte
Eine sehr alte Strecke für die Überquerung der Pyrenäen markiert die Grenze zu den westlichen Nachbargemeinden. Heute folgt die Route départementale 428 im Wesentlichen dem Verlauf dieser Trasse. Fundstücke aus der Urgeschichte bezeugen, dass Menschen bereits in früher Zeit diesem Streckenverlauf folgten. Mehrere Dolmen, zahlreiche Hügelgräber und Cromlechs befinden sich auf dem Gemeindegebiet entlang dieses Weges. Eine Vase konnte auf die frühe bis mittlere Bronzezeit datiert werden. Die Hügelgräber wurden allerdings bis in das Mittelalter zur Feuerbestattung weiter genutzt, was durch die Altersbestimmung der gleichzeitig gefundenen Holzkohle attestiert wird. Diese Streckenführung führt über einen Höhenweg, um vom heutigen Saint-Jean-Pied-de-Port nach Roncesvalles zu gelangen. Nachdem das römische Reich das Gebiet nördlich der Pyrenäen im ersten Jahrhundert v. Chr. erobert hatte, ergab sich der Bedarf nach einer Straße von möglichst gleicher Länge, die ganzjährig genutzt werden konnte. Ein paralleler Weg durch das Tal der Nive d’Arnéguy wurde deshalb gebaut.
Saint-Michel konnte sich im Mittelalter entwickeln, weil die Pilger auf ihrem Weg nach Santiago de Compostela zunächst den „Höhenweg“ nutzten. Es wurde sogar eine Komturei eingerichtet, die dem Kloster von Roncesvalles unterstand. Vom 13. Jahrhundert an bevorzugten die Pilger aber nach und nach den Weg durch das Tal der Nive und Saint-Michel erhielt den Beinamen „le vieux“. Im Jahre 1350 wurden in Saint-Michel 21 Bauernhäuser gezählt. Einen Teil ihrer Produktion wird sicherlich zur Versorgung der Komturei beigetragen haben. Es wurden auch ein Dutzend Adelshäuser im Dorf gezählt, darunter das der Familie Alzu. Ein Nachkomme, Bernard d’Alzu floh zu Beginn der Französischen Revolution nach Pamplona, wo er 1792 verstarb. Ein großer Teil seiner Besitztümer wurde als „nationales Eigentum“ auf Auktionen versteigert.
Der Historiker Philippe Veyrin führt in seinem Buch Les Basques De Labourd, de Soule et de Basse Navarre aus, dass bis gegen 1660 in Saint-Michel Personenstandsurkunden ausschließlich in kastilischer Sprache ausgestellt wurden, erst seit 1707 ausschließlich in französischer Sprache.
Am 11. Juni 1842 verlor die Gemeinde einen Teil ihres Gebiets an die neu gegründete Gemeinde Estérençuby.

### Festung Pignon
Nachdem Fadrique Álvarez de Toledo den südlich des Pyrenäenkamms gelegenen Teil Navarras für Ferdinand II. von Aragón im Juli 1512 eroberte, wurden Johann III. von Navarra und Katharina von Navarra vertrieben. Sie gaben ihre neutrale Position zwischen dem französischen König und der spanischen Krone auf und suchten ein Bündnis mit Franz I. von Frankreich. Ein erster Versuch der Rückeroberung scheiterte im Herbst 1512, aber Ferdinand nahm den nachfolgenden Frieden im Jahre 1513 zum Anlass, eine Verteidigungskette zum Schutz vor erneuten Angriffen von Norden einzurichten. Die Wahl des Standorts der neuen Festung Peñón de Santamaría fiel auf den Gipfel eines 1177 m hohen Berges auf dem Gebiet von Saint-Michel nahe dem alten Höhenweg von Saint-Jean-Pied-de-Port nach Roncesvalles. Im Mai des Jahres 1521 unternahmen Heinrich II. von Navarra und Franz I. einen erneuten Versuch der Rückeroberung. Die Truppen unter der Leitung von André de Foix hatte eine Stärke von 12.000 Mann und konnten die Garnison der Festung Pignon schnell zur Aufgabe zwingen, auch weil die vollständige Verteidigungsfähigkeit der Festung noch nicht erreicht worden war. Nachdem André de Foix am 30. Juni 1521 bei Noáin (5 km südlich von Pamplona) vernichtend geschlagen worden war, eroberten die spanischen Truppen Navarra zurück, und im Juli 1521 fiel die Festung Pignon wieder in spanische Hände. Als diese spanische Offensive aus Geldmangel ins Stocken geriet, konnte die Navarrer mit ihren französischen Verbündeten die spanischen Truppen wieder zurückwerfen. Die kleine spanische Garnison der Festung Pignon zog sich überstürzt zurück, und sie geriet erneut in den Besitz der Navarrer. Bis zur vollständigen Besetzung von Nieder-Navarra Ende 1523 oder Anfang 1524 wechselte die Festung noch mehrfach den Eigentümer. Dies ging nicht spurlos an der Bausubstanz vorüber, denn in einer Aufzeichnung von 1571 wurde die Festung als zerstört beschrieben.
Im Französisch-Spanischen Krieg (1635–1659) kam es auf der Festung zu einem kleinen Zwischenfall, als spanische Truppen diese besetzten und nach zwei Tagen von französischen Truppen wieder vertrieben wurden. Der Pyrenäenfriede setzte der Auseinandersetzung zwischen Frankreich und Spanien ein vorläufiges Ende, der Standort der Festung behielt seine strategische Bedeutung. Der Beweis sollte im Ersten Koalitionskrieg geliefert werden, als Spanien anlässlich der Hinrichtung des französischen Königs Ludwig XVI. zusammen mit anderen Staaten gegen das revolutionäre Frankreich kämpfte. Die Festungsruine wurde auf französischer Seite als Redoute wiederaufgebaut und riegelte zusammen mit Befestigungen auf benachbarten Bergspitzen den Höhenweg nach Saint-Jean-Pied-de-Port ab. Mit einer zahlenmäßigen Überlegenheit und im Schutz eines dichten Nebels konnten die Spanier unter dem Befehl von General Ventura Caro am 6. Juni 1793 die Redoute einnehmen und die französischen Truppen, geleitet von General La Genetiere, unter hohen Verlusten vertreiben. Der französische General wurde verletzt und geriet in Gefangenschaft. Die französischen Truppen flohen in großer Unordnung nach Saint-Jean-Pied-de-Port, wo sie sich in den folgenden Tagen konsolidierten, ohne dass die spanischen Truppen ihnen folgten. Trotz des Verlustes der Redoute Pignon wurde die Niederlage auf französischer Seite dennoch als Erfolg bewertet angesichts der größeren Stärke der spanischen Verbände und der höheren Verluste auf Seiten des Feindes. Am 18. Juni ließ der spanische General Ventura Caro seine Verbände in die früheren Stellungen zurückziehen.
Am 25. Juli 1813 fand die letzte Schlacht bei der Festung Pignon statt. Nach der Niederlage in der Schlacht bei Vitoria am 21. Juni 1813 mussten die französischen Armeen vor den heranrückenden alliierten englischen, portugiesischen und spanischen Truppen unter dem Oberbefehl von Arthur Wellesleys, dem späteren Duke of Wellington zurückweichen. Maréchal Nicolas Jean-de-Dieu Soult wurde von Napoleon Bonaparte nach Bayonne beordert und der Oberbefehl über die Armée en Espagne et sur les Pyrénées übertragen. Soult traf am 21. Juli in Saint-Jean-Pied-de-Port ein, reorganisierte die Verbände und plante von dort eine Offensive auf das von Wellington belagerte Pamplona. Der erste Angriff der Franzosen im Morgengrauen des 25. Juli 1813 wurde von der mit Kanonen bestückten Verteidigung der Alliierten abgewehrt. Soult setzte sich daraufhin selbst an die Spitze der Angreifer und konnte bis zum Mittag die Gegenwehr beenden. Der Weg war frei für die französischen Truppen, die am 27. Juli bei Pamplona auf die Hauptmacht Wellingtons stießen, die die anschließende Schlacht bei Sorauren gewannen.

### Toponyme und Erwähnungen
Toponyme und Erwähnungen von Saint-Michel waren:
- in vico sancti michaelis (1072),
- Villa sanctis michaelis (1140),
- Sant miguel el uieyllo und Sant miguel lo vieyl (1350),
- San-Miguel-el-Viejo en Ultra Puertos (1500, Urkunden des Domkapitels von Bayonne),
- Sant-Miguel (1513, Urkunden aus Pamplona),
- Saint Michel (1750, Karte von Cassini),
- Saint Michel und Nive-Montagne (1793, Notice Communale bzw. Dictionnaire topographique du département des Basses-Pyrénées) und
- Saint-Michel (1801, Bulletin des Lois).[15][16][17][18]

### Wappen

Wappen der Gemeinde Saint-Michel

Das Wappen lässt sich nach Guy Ascarat, Heraldiker und Historiker, folgendermaßen interpretieren.
Die beiden Krummstäbe im oberen linken Feld erinnern an die Komturei des Klosters von Roncesvalles und an die geografische Lage an einem Pilgerweg nach Santiago de Compostela. Das Schaf im oberen rechten Feld steht für die Schafzucht und Weidewirtschaft der Gemeinde. Das Feld links unten zeigt die im Nieder-Navarra häufig auftretende flaschenförmige Verzierung von Hausfassaden als lokales architektonisches Element. Der schwarze Adler im Feld rechts unten ist das einfache Symbol der Könige von Navarra und unterstreicht die einstige Zugehörigkeit.

### Einwohnerentwicklung
Nach dem Beginn der Aufzeichnungen am Ende des 18. Jahrhunderts wuchs die Gemeinde bis zur Abtretung von Teilen seines Gebiets im Jahre 1842 auf rund 920 Einwohnern an. In der Folge reduzierte sich die Einwohnerzahl bei kurzen Erholungsphasen bis zu den ersten Jahren des neuen Jahrtausends auf 240. In der Folge setzte eine Wachstumsphase ein, die bis heute andauert.
| Jahr      | 1962 | 1968 | 1975 | 1982 | 1990 | 1999 | 2006 | 2009 | 2022 |
| --------- | ---- | ---- | ---- | ---- | ---- | ---- | ---- | ---- | ---- |
| Einwohner | 351  | 318  | 286  | 299  | 276  | 254  | 243  | 254  | 288  |

## Sehenswürdigkeiten

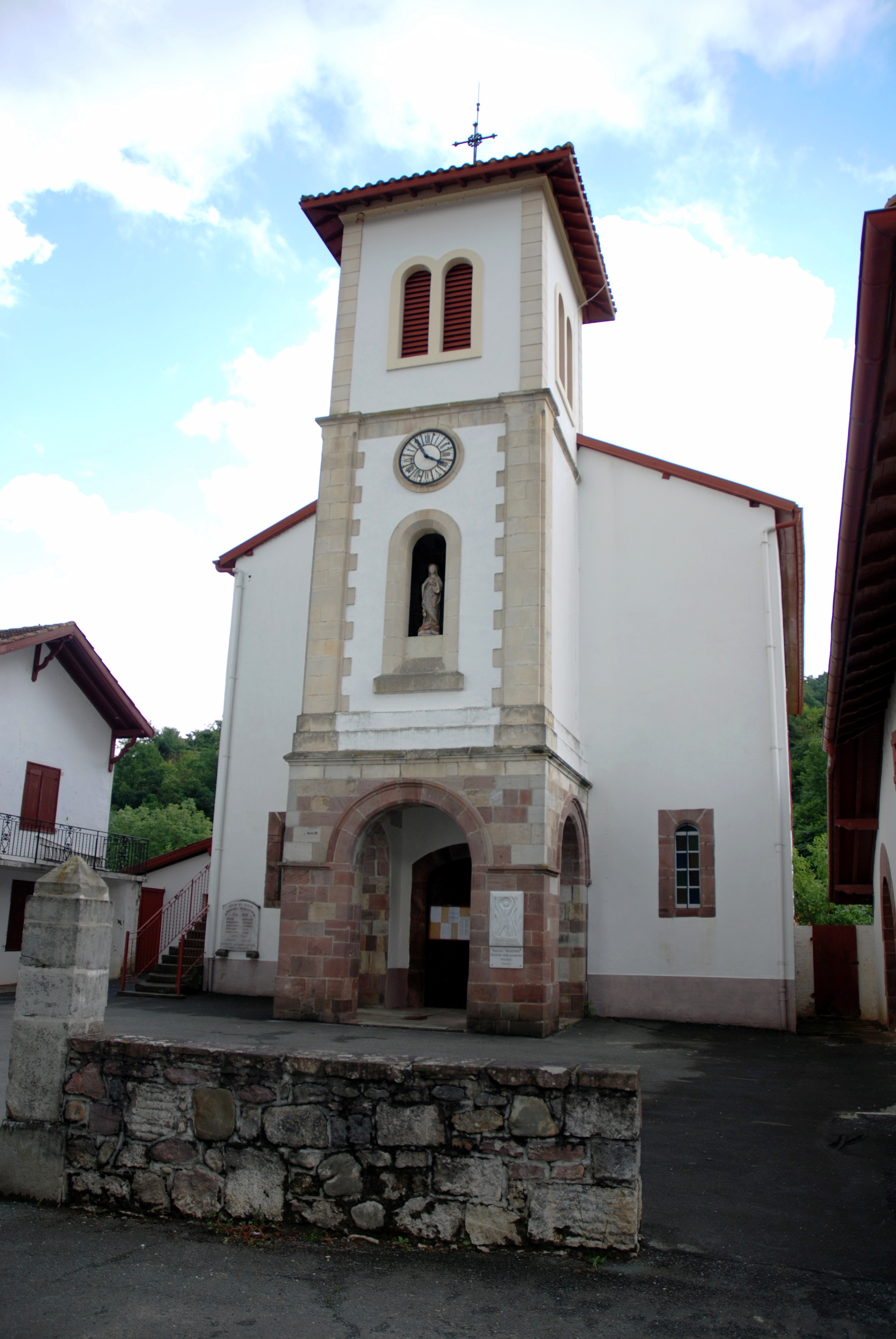
Pfarrkirche Saint-Vincent-de-Dax

- Pfarrkirche, geweiht dem heiligen Vincent von Xaintes, im dritten Jahrhundert Märtyrer und der erste Bischof des Bistums Dax. Sie wurde 1905 als Ersatz für die frühere Pfarrkirche Saint-Michel Archange errichtet, die auf dem linken Ufer der Nive lag und von der heute nur der Friedhof übrig geblieben ist, der sie umsäumt hatte. Im Laufe des 20. Jahrhunderts wurde die neue Kirche restauriert. Im Westen ist dem Langbau mit einem Kirchenschiff ein Glockenturm über dem Eingangsvorbau vorangestellt. Er hat einen quadratischen Grundriss, drei Stockwerke und ein Zeltdach. Die polygonale Apsis im Osten ist von kleinerer Höhe als der Langbau. Im Norden ist die Sakristei in einem Anbau eingerichtet. An der nördlichen Wand des Glockenturms führt eine gerade Außentreppe aus Sandstein zu der Empore im Kircheninnern, deren Sitze während einer Messe den männlichen Kirchenbesuchern vorbehalten sind. Glasfenster aus den Jahren zwischen 1905 und 1910 sind vom Glasmaler Louis Gesta aus Toulouse signiert. Das Langhaus ist mit einem falschen Tonnengewölbe gedeckt, der Chor mit einem falschen Halbkuppelgewölbe, ebenso wie ein falsches Kreuzrippengewölbe anzutreffen ist.[21][22] Scheibenförmige Grabstelen, die ursprünglich auf dem Friedhof standen, sind in Wände der Kirche eingebaut.[23]

- Haus Arbelaenia. Es ist im 17. Jahrhundert an der Stelle des früheren Hospitals von Roncesvalles errichtet. Dieses empfing und pflegte die vorbeikommenden Pilger und war deshalb auch mit einem Oratorium ausgestattet, das dem Apostel Bartholomäus geweiht war. Der Sturz der Eingangstür erinnert an die Vergangenheit, denn seine Inschrift hat neben der mutmaßlichen Jahreszahl „1671“ der Errichtung des Gebäudes zwei Krummstäbe eingraviert, die das Wappen von Roncesvalles symbolisieren. Diese gemeinen Figuren haben auch Eingang in das Wappen der Gemeinde gefunden.[24][25]

- Bauernhof Lodaenea. Das Bauernhaus war ursprünglich einstöckig und mit einem Satteldach gedeckt. Die im Sturz des rechten Fensters auf der Vorderseite eingetragene Jahreszahl „1781“ geht vermutlich auf die Zeit der Aufstockung des Gebäudes um eine Etage und ein Dachgeschoss zurück. Der rückwärtige Stall und der Heuboden sind indes nicht erweitert worden. Alle Fenster und das Tor sind im 19. Jahrhundert umgestaltet worden. Die Umrandung der Fenster ist aus Holz gearbeitet mit Ausnahme der beiden Fenster im Erdgeschoss, die mit Sandstein gefascht sind. Das Zentrum des Wohntrakts bildet der eskaratz, von dem eine hölzerne, rechtwinklige Treppe in das erste Stockwerk führt. Die Küche befindet sich links vom eskaratz. Der Sturz des rechten Fensters zeigt neben der Jahreszahl zwei Rosetten, ein Kreuz und zwei Kerzenleuchter. Das Haus war bei der Erfassung als nationales Kulturgut im Jahr 2000 in einem schlechten Zustand.[26]

- Bauernhof Lakoa. Die Datierung der Errichtung des Bauernhauses wird aufgrund seiner Verwendung von Holzfachwerk vermutlich auf die zweite Hälfte des 17. Jahrhunderts zurückgehen. Die Fassade wurde am Ende des 18. Jahrhunderts ausgebessert, wie die Jahreszahl „1799“ auf dem Sturz des linken Fensters im Erdgeschoss anzeigt. In der zweiten Hälfte des 19. Jahrhunderts wurde ein Anbau an der linken Seite hinzugefügt, in der zweiten Hälfte des 20. Jahrhunderts wurde der Geflügel- und Schweinestall abgerissen. Das Satteldach des Hauses ist mit Hohlziegeln gedeckt. Die linke Trennwand ist eingestürzt, so dass die Ständer des Fachwerks sichtbar sind. Der zentrale eskaratz führt rechts zur Küche und links zu den früheren Schlafzimmern. In der Küche ist ein Kamin mit dreieckigen Konsolen und ein altes Spülbecken aus Stein bewahrt worden. Der Stall belegt den gesamten rückwärtigen Teil des Bauernhofs. Die nordöstliche Fassade des Hauses ist mit Holzlatten verschönert, die mit Briketts und Lehm gefüllt sind. Die Holzlatten sind mit vier dreieckigen Löchern versehen. Die Fenster des Erdgeschosses sind aus Sandstein, die des Dachgeschosses aus Holz. Der Sturz des linken Fensters zeigt neben der Jahreszahl eine Monstranz, vier Rosetten und zwei Baskische Kreuze, Lauburu genannt. Die rechte Tür der Fassade hat ein Fenster ersetzt. Das Haus war bei der Erfassung als nationales Kulturgut im Jahr 2000 in einem schlechten Zustand.[27]

- Bauernhof Arzitia. Das Haus Arciat wurde in den Zählungen im Königreich Navarra in den Jahren 1334, 1366 und 1412 als Adelshaus erfasst. Das heutige Gebäude stammt vermutlich aus der zweiten Hälfte des 17. oder der ersten Hälfte des 18. Jahrhunderts. Das linke Fenster im Erdgeschoss ist zu keiner Zeit restauriert worden, die anderen Fenster wie auch das Tor sind im 19. Jahrhundert ausgebessert oder eingebaut worden. Ein Anbau mit einem Geflügel- und Schweinestall ist in der zweiten Hälfte des 19. Jahrhunderts der Fassade angefügt worden. Das Satteldach des Hauses ist mit Hohlziegeln gedeckt. Seine Pfetten sind verziert. Der zentrale eskaratz führt links zur Küche und rechts zu den Schlafzimmern. Der Stall und der Heuboden befinden sich als Verlängerung des Wohntrakts auf der Rückseite. Die rechteckige Eingangstür und die Fenster sind aus Holz außer dem Fenster auf der linken Seite im Erdgeschoss, das aus Sandstein und mit hervorspringender Sohlbank gefertigt ist.[28]

## Wirtschaft und Infrastruktur

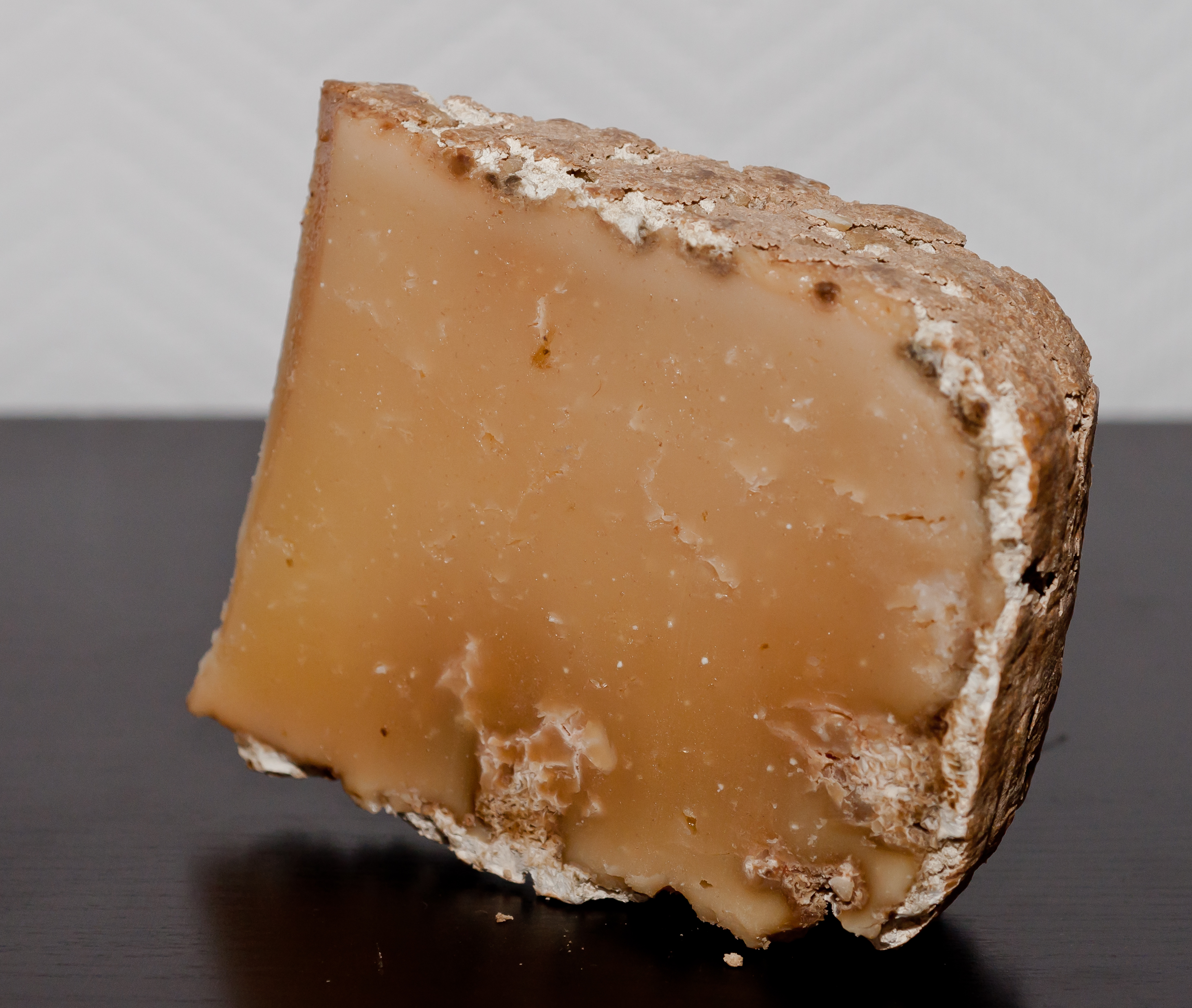
Ossau-Iraty très affiné

Die Landwirtschaft mit den Schwerpunkten auf Weidewirtschaft, Weinbau, Viehzucht und Käseproduktion ist der wichtigste Wirtschaftsfaktor der Gemeinde.
Saint-Michel liegt in den Zonen AOC des Ossau-Iraty, eines traditionell hergestellten Schnittkäses aus Schafmilch, sowie der Schweinerasse und des Schinkens „Kintoa“.
Die Käserei Garazi produziert u. a. Ossau-Iraty.

### Bildung
Die Gemeinde verfügt über eine öffentliche Grundschule mit 20 Schülerinnen und Schülern im Schuljahr 2017/2018.

Logo des Jakobswegs

### Sport und Freizeit
- Der Fernwanderweg GR 65 von Genf nach Roncesvalles führt über den traditionellen Höhenweg an der Festungsruine von Pignon vorbei. Er folgt der Via Podiensis, einem der vier historischen Jakobswege.[33]

- Ein als sehr einfach eingestufter Rundweg mit einer Länge von 4 km und einem Höhenunterschied von 180 m führt vom Parkplatz am Col d’ Arnostéguy im äußersten Süden der Gemeinde direkt an der spanischen Grenze vorbei an einem Hügelgrab, Reste einer Redoute aus den napoleonischen Kriegen und zum rund 20 m hohen Turm aus gallorömischer Zeit auf dem Urkulu (1417 m).[34]

### Verkehr
Saint-Michel wird durchquert von den Routes départementales 301 und 428.

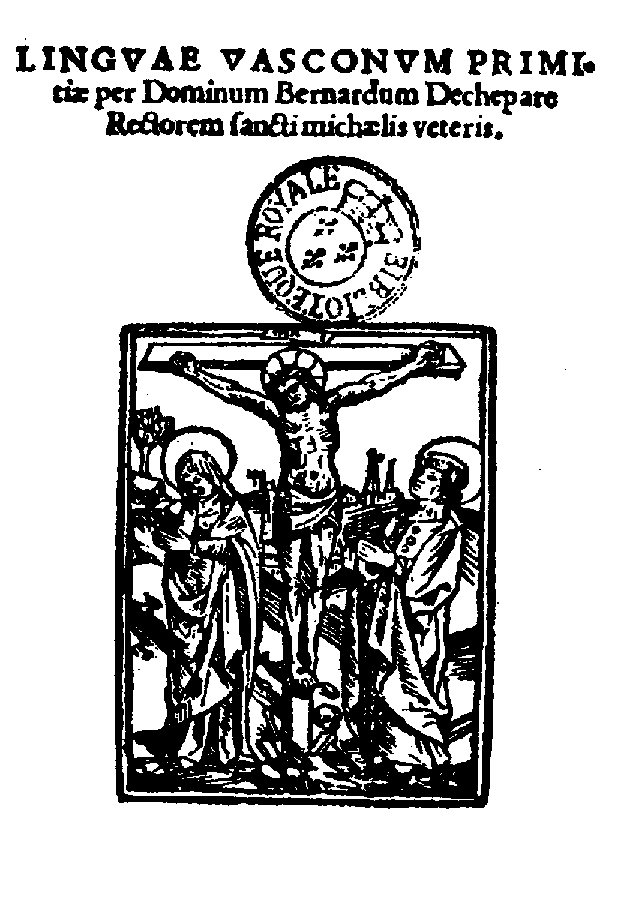
Linguæ Vasconum Primitiæ

## Persönlichkeiten
- Bernard D’Etchepare (baskisch Beñat Etxepare), geboren zwischen 1470 und 1480 in Bussunarits-Sarrasquette, gestorben 1545, war Priester und Schriftsteller. Er schrieb das 1545 in Bordeaux erschienene Buch Linguæ Vasconum Primitiæ, das als erstes Buch in baskischer Sprache gilt. In der ersten Hälfte des 16. Jahrhunderts war er Pfarrer der Gemeinde in Saint-Michel. Eine Gedenktafel hängt an der Wand der Pfarrkirche Saint-Vincent-de-Dax.[35]

- Jakes Ahamendaburu, geboren am 7. August 1961 in Saint-Michel, ist Dichter und Bertsolari. Er verfasst Gedichte in baskischer Sprache. Ein Bertsolari (deutsch Dichter) ist ein Sänger von Versen in baskischer Sprache, der vor Publikum improvisiert.